# Kinderopera
Een kinderopera is  een operagenre dat qua enscenering en opvoering afgestemd is op de belevingsgeest van kinderen.
Binnen dit genre zijn er globaal drie categorieën aan te geven:
- Operacomposities die naast de gebruikelijke wijze van opvoering speciaal geënsceneerd zijn om voor opvoering voor kinderen toegepast te kunnen worden, bijvoorbeeld Die Zauberflöte van Mozart en Der Freischütz van Von Weber.
- Operacomposities zowel gecomponeerd als geënsceneerd voor kinderen, maar uitgevoerd door volwassenen, bijvoorbeeld Hänsel und Gretel van Humperdinck, Help Help, the Globelinks van Menotti en L'Enfant et les sortilèges van Ravel.
- Operacomposities zowel gecomponeerd en geënsceneerd voor kinderen als uitgevoerd door kinderen, bijvoorbeeld Wir bauen eine Stadt van Hindemith en Der Jasager van Brecht en Weill.